# George Blagden

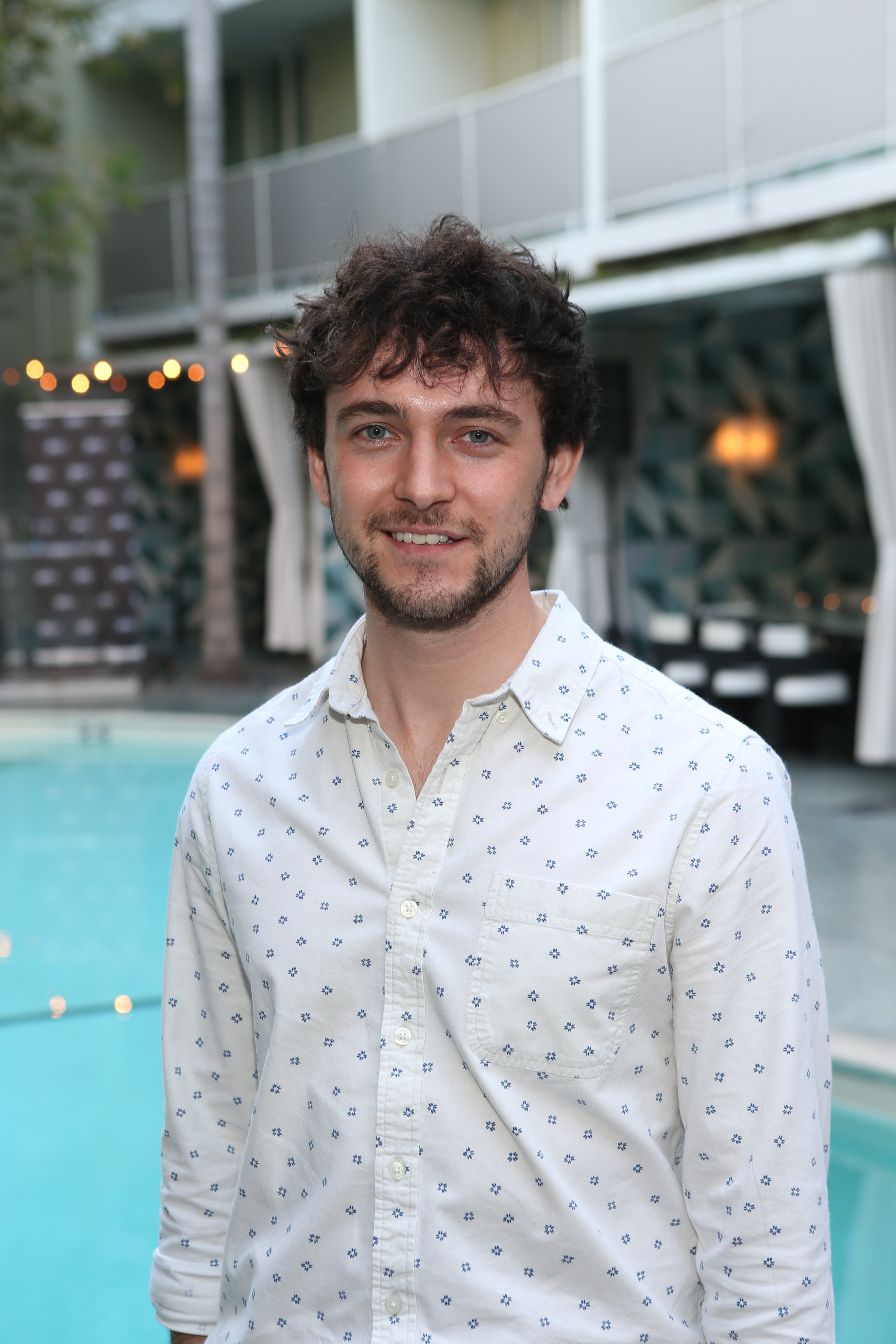
George Blagden 2014 im Canadian Film Centre in Beverly Hills

George Paul Blagden (* 28. Dezember 1989 in London) ist ein britischer Theater- und Filmschauspieler.

## Leben
Blagden wuchs gemeinsam mit seiner Schwester Katie in der Nähe von Bury St Edmunds auf. Mit sieben Jahren kam er in das nächstgelegene Internat Old Buckenham Hall. Bereits im Alter von 13 Jahren begann er mit dem Singen in verschiedenen Chören und in seiner eigenen Rockband; er spielte Gitarre, Klavier und Flöte. Er besuchte die Oundle School in Northamptonshire mithilfe eines Stipendiums und spielte im Schultheater Rollen wie den Bäcker in Into The Woods und Marc in Art. Er wurde Mitglied im National Youth Theater und wurde als einer von vier Schülern ausgewählt, die in einer Meisterklasse mit Sir Ian McKellen teilnahmen. Nach seinem Abschluss studierte er Schauspiel an der Guildhall School of Music and Drama, an der er 2011 seinen Abschluss machte.
Blagden hatte 2012 seine erste Rolle als Grantaire in Les Misérables und spielte u. a. Athelstan in Vikings sowie seit 2015 Louis XIV. in Versailles.
Blagden unterstützt Diabetes UK, eine britische Wohltätigkeitsorganisation zur Bekämpfung von Diabetes mellitus. Blagden führte eine Beziehung mit der walisischen Schauspielerin Elinor Crawley, die er bei den Dreharbeiten zu Vikings kennenlernte. Im September 2019 heiratete Blagden die Schauspielerin Laura Pitt-Pulford. Das Paar hat einen Sohn, der im Oktober 2020 geboren wurde. Blagdens jüngere Schwester Katie ist Filmemacherin und Autorin.

## Filmografie (Auswahl)
- 2012: Les Misérables
- 2013: The Philosophers – Wer überlebt? (After the Dark)
- 2013–2016: Vikings (Fernsehserie, 30 Folgen)
- 2014: Blood Moon
- 2015: Blight (Kurzfilm)
- 2015–2018: Versailles (Fernsehserie)
- 2017: Black Mirror (Fernsehserie, Folge 4x04)
- 2017: Loveletters – Eine zweite Chance für die Liebe (No Postage Necessary)
- 2020: The Land of Dreams
- 2022: Rubikon